# Justicia glischrantha
Justicia glischrantha är en akantusväxtart som beskrevs av Gustav Lindau. Justicia glischrantha ingår i släktet Justicia och familjen akantusväxter. Inga underarter finns listade i Catalogue of Life.